# Танана (Аляска)
Танана (англ. Tanana, коюк. Hohudodetlaatl Denh) — город в зоне переписи населения Юкон-Коюкук, штат Аляска, США.

## География
Танана расположен в центральной части Внутренней Аляски у слияния рек Юкон и Танана. Площадь города составляет 40,3 км², из которых 10,4 км² (ок. 25,8%) занимают открытые водные пространства. Город обслуживает одноимённый аэропорт.

## История
В 1898 году на месте будущего города был построен форт Гиббон, необходимый для обслуживания телеграфной линии между Фэрбанксом и Номом, в то же время открылось первое почтовое отделение. В 1906 году золотоискатели стали покидать берега Юкона, поэтому к 1923 году форт оказался полностью заброшенным. Во время Второй мировой войны у Тананы построили аэродром, служивший важной дозаправочной базой. В 1949 году была построена больница, которая в 1960-1970-х годах играла важную экономическую роль для города, обеспечивая рабочие места 54 людям, но в 1982 году она была закрыта: по состоянию на 2010 год её корпуса используются как оздоровительная лечебница, консультационный центр, офис местного племени и место проживания старейшин. В 1961 году Танана получил статус города, в 1982 году — города первого класса (1st Class City).
В 2012 году жизнь города и его обитателей была показана в 9-серийном документальном сериале «Юконцы» (англ. Yukon Men).

## Демография
Население
- 2000 — 308
- 2007 — 275
- 2010 — 246
- 2011 — 231

Расовый состав
- эскимосы — 86,6%
- белые — 9,8%
- азиаты — 0,4%
- прочие расы — 0,4%
- смешанные расы — 2,8%
- латиноамериканцы (любой расы) — 0,4%